# Белялова, Лейла Энверовна
Лейла Белялова (род. 1957, Узбекская ССР) — узбекский ученый и эколог. За свою работу по продвижению и защите экосистем Узбекистана была признана Би-би-си одной из 100 женщин 2018 года.

## Карьера
В детстве мечтала стать врачом. Увлёкшись биологией, училась у Абдуллы Киямовича Сагитова.
В настоящее время Белялова работает доцентом кафедры экологии и безопасности жизнедеятельности геолого-экологического факультета Самаркандского государственного университета. Она старшая научная сотрудница Зеравшанского государственного заповедника, координатор ряда международных проектов по сохранению орнитологического биоразнообразия Западного Тянь-Шаньского хребта. Участница международных программ «Всемирная экологическая акция», «Sprig aliva», «World Migratory Day».
Наиболее заметные полевые работы Беляловой включают в себя обследование, мониторинг и охрану Каттакурганского водохранилища и Зеравшанского государственного природного заповедника. Она также известна  своим продвижением важности перевала Аманкутан в западной части горного хребта Памиро-Алая как важного места для узбекской флоры и фауны.
Благодаря своей работе с Узбекским обществом защиты птиц (узб. O'zbekistan Kushlarini Muhofaza Qilish Jamiati, UzSPB) Белялова сыграла важную роль в определении тех мест Узбекистана, которые должны быть признаны важными территориями для птиц и биоразнообразия (Important Bird and Biodiversity Areas, IBA и Key Biodiversity Areas, KBA), а также получить практическую и финансовую поддержку в их официальном признании правительством Узбекистана.
Белялова также является членом исполнительного комитета UzSPB, которая отмечает её роль в «первой попытке в нашем регионе экологической благотворительной организации сохранить дикую природу объекта международного значения на долгосрочной основе».

## Признание
В 2018 году Белялова заняла третье место в ежегодном конкурсе «Женщина года Узбекистана». В том же году она была названа одной из 100 женщин BBC за «стремление защитить птиц и горные экосистемы Узбекистана».
В 2017 году получила международную награду «Nature Hero’s» от международной природоохранной организации «Birdlife International».